# Північні мангри посушливого тихоокеанського узбережжя
Північні мангри посушливого тихоокеанського узбережжя (ідентифікатор WWF: NT1425) — неотропічний екорегіон мангрових лісів, розташований на заході Центральної Америки.

## Географія
Екорегіон північних мангрів посушливого тихоокеанського узбережжя охоплює ділянки мангрових лісів, поширені на узбережжі Тихого океану в Гватемалі та Сальвадорі. Мангрові ліси екорегіону зустрічаються переважно на солонуватих окраїнах прибережних лагун, у районах, де припливно-відпливні коливання підтримують баланс прісної та солоної води. До цих лагун з гір Сьєрра-Мадре-де-Чіапас, які простягаються паралельно тихоокеанському узбережжю, стікають численні водні потоки. Мангри екорегіону простягаються лише на кілька кілометрів вглиб від морського узбережжя, де переходять у центральноамериканські сухі ліси.
Основні ділянки мангрових лісів екорегіону розташовані (з півночі на південь):
- в естуарії річки Пас[en], розташованому в гватемальському департаменті Ескуїнтла;
- в естуарії річки Акоме[en], розташованому в гватемальському департаменті Ескуїнтла;
- у лагуні Монтерріко, розташованій на схід від міста Монтерріко[en] в гватемальському департаменті Санта-Роса;
- в естуарії річки Пас[en], розташованому на гватемальсько-сальвадорському кордоні;
- у лагуні Барра-де-Сантьяго[es], розташованій на південному заході Сальвадору;
- у лагуні Естеро-де-Хальтепеке[es] та у гирлі річки Лемпа[en];
- на узбережжі затоки Хікіліско[en] та на півострові Сан-Хуан.

## Клімат
В межах екорегіону переважає саванний клімат (Aw за класифікацією кліматів Кеппена). Середня температура в регіоні становить 27-29 °C і залишається стабільною протягом року, а середньорічна кількість опадів становить 1400-1600 мм, більшість з яких випадає під час літнього сезону дощів з травня по жовтень. З листопада по квітень триває виражений сухий сезон. Через невеликі розміри естуаріїв та лагун та сезонні коливання стоку прісної води рівень солоності у водоймах регіону значно коливається протягом року.

## Фауна
Через низьку кількість опадів мангрові ліси екорегіону менш розвинені, ніж мангри, поширені далі на південь. Вони переважно зустрічаються на узбережжях лагун і естуаріїв та на мулистих прибережних мілинах. У гіперсолоних частинах водойм, де припливні коливання є меншими, поширені солоні болота. Також в екорегіоні зустрічаються й інші прибережні оселища, зокрема піщані та галькові пляжі, скелясті узбережжя та коралові рифи, у кожному з яких зустрічаються особливі рослинні угруповання.
У манграх регіону домінують три види мангрових дерев — червоні мангри (Rhizophora mangle), жовті мангри (Rhizophora harrisonii) та білі мангри (Laguncularia racemosa). Також в екорегіоні зустрічаються насадження білих мангрів (Laguncularia racemosa) та  прямих конусоплідних мангрів (Conocarpus erectus), а на злегка піднятих глинистих і піщаних відкладах — зарості чорних мангрів (Avicennia germinans) та двоцвітих мангрів (Avicennia bicolor). Поширення окремих видів визначається солоністю води та ступенем затоплення території. 
Екорегіон підтримує великі популяції водоплавних та коловодних птахів: мангрові зарості забезпечують захист, місця для ночівлі та гніздування, тоді як затоки та мулисті мілини використовуються як місця годування. Серед птахів, поширених в манграх регіону, слід відзначити червонодзьобого свистача (Dendrocygna autumnalis), мангрового кукліло (Coccyzus minor), золотистого пісняра-лісовика (Setophaga petechia), мангрову білозорку (Tachycineta albilinea), мангрового віреона (Vireo pallens), чорного канюка-крабоїда (Buteogallus anthracinus), блакитну чепуру (Egretta caerulea), рудошию чепуру (Egretta rufescens), трибарвну чепуру (Egretta tricolor), зелену чаплю (Butorides virescens), бразильського баклана (Phalacrocorax brasilianus), мангрову сплюшку (Megascops cooperi) та довгодзьобого пісочника (Charadrius wilsonia), а також рідкісних білолобих амазонів (Amazona albifrons) та золотошиїх амазонів (Amazona auropalliata). На узбережжях регіону зимують різноманітні перелітні птахи, зокрема північні чаплі (Ardea herodias), білі побережники (Calidris alba) та аляскинські побережники (Calidris mauri).
У мангрових лісах екорегіону живуть два види ссавців — звичайні ракуни (Procyon lotor) та кажани-рибалки (Noctilio leporinus), одні з найбільших кажанів Америки, які живляться переважно рибою. Більшість інших ссавців, таких як білохвості олені (Odocoileus virginianus), ошийникові пекарі (Dicotyles tajacu), оцелоти (Leopardus pardalis) та північні тамандуа (Tamandua mexicana), відвідують їх час від часу, зокрема у пошуках води та їжі під час посушливого сезону. 
Серед морських ссавців, які зустрічаються поблизу берегів Гватемали та Белізу, слід відзначити звичайну афаліну (Tursiops truncatus), плямистого тропічного дельфіна (Stenella attenuata), довгорилого дельфіна (Stenella longirostris) та п'ять видів китів, а серед плазунів — гострорилого крокодила (Crocodylus acutus), крокодилового каймана (Caiman crocodilus) та чотири види рідкісних морських черепах — зелені черепахи (Chelonia mydas), шкірясті черепахи (Dermochelys coriacea), бісси (Eretmochelys imbricata) та оливкові черепахи (Lepidochelys olivacea). Ці та багато інших тварин користуються перевагами багатства ресурсів мангрових лісів та сусідніх екосистем.
Багато промислово важливих видів риб залежать від мангрових екосистем. Також мангри є важливими місцями нересту та розплідниками для мальків різноманітних риб, таких як гірські кефалі (Dajaus monticola) та креветок з родів Macrobrachium і Atya, які мігрують до мангрів на ранніх личинкових стадіях. Ці тварини представляють природоохоронний інтерес, оскільки вони є індикаторами збереженості мангрів та складають основу різноманітного та складного харчового ланцюга, який виникає навколо мангрових екосистем. 

## Збереження
Манграм екорегіону загрожує знищення мангрових лісів, розвиток аквакультури та промисловості, зокрема будівництво ставків для випарювання солі, а також забруднення води внаслідок промислової і сільськогосподарської діяльності. Основними природоохоронними територіями екорегіону є Природний заповідник Монтерріко-Гаваї та Національний парк Сіпакате-Наранхо в Гватемалі, а також Біосферний заповідник затоки Хікіліско в Сальвадорі. Низка лагун екорегіону визнані Рамсарськими водно-болотними угіддями міжнародного значення.